# زردپره زرد
زردپره زرد (نام علمی: Emberiza sulphurata) نام یک گونه از سرده زردپره‌های معمولی است.